# Bernhard Schädel
Bernhard Schädel (* 13. Oktober 1878 in Gießen; † 9. September 1926 in Hamburg) war ein deutscher Romanist, Hispanist, Italianist und Katalanist.

## Leben und Werk
Nach dem Abitur in Mainz studierte Schädel ab 1897 (mit einjähriger Wehrdienstunterbrechung) romanische Philologie in Bonn, Heidelberg, Grenoble und Zürich. Er  promovierte 1902 an der Universität Tübingen bei Karl Voretzsch über Die Mundart von Ormea: Beiträge zur Laut- und Konjugationslehre der nordwestitalienischen Sprachgruppe (Tübingen 1903) und  habilitierte sich 1903 an der Universität Halle (bei Hermann Suchier) in romanischer Philologie mit  Untersuchungen zur katalanischen Lautentwicklung (Halle a. S. 1904). In den folgenden Jahren machte er sich (u. a. in Zusammenarbeit mit Antoni Maria Alcover) um die Anfänge der Katalanistik verdient. 1910 wurde er als Professor für romanische Sprachen und Kultur an das Hamburgische Kolonialinstitut berufen. Er gründete dort 1911 das Seminar für Romanische Sprachen und Kultur sowie 1917 das Ibero-Amerikanische Institut. Beide Einrichtungen wurden 1919 in die neu gegründete Universität Hamburg überführt und Schädel wurde zum ordentlichen Professor für romanische Philologie ernannt. Schädel gab von 1909 bis 1915 das  Bulletin de dialectologie romane heraus und gründete 1919 Spanien. Zeitschrift für Auslandskunde, Organ der Ibero-amerikanischen Gesellschaft e. v., sowie 1924 Iberica. Zeitschrift für spanische und portugiesische Auslandskunde.  Er starb im Alter von 47 Jahren.

## Weitere Werke
- Mundartliches aus Mallorca, Halle a.S. 1905
- Manual de fonètica catalana, Köthen 1908